# 1961 dans les parcs de loisirs
| Années des parcs de loisirs : 1958 - 1959 - 1960 - 1961 - 1962 - 1963 - 1964    |
| Décennies des parcs de loisirs : 1930 - 1940 - 1950 - 1960 - 1970 - 1980 - 1990 |

## Parcs d'attractions

### Ouverture
- Bobbejaanland ( Belgique) Ouvert au public le 31 décembre 1961.
- Frontier Village (en) ( États-Unis) Ouvert au public le 21 octobre 1961.
- Ghost Town in the Sky ( États-Unis) Ouvert au public le 1er mai 1961.
- Marineland du Canada ( Canada)
- Martin's Fantasy Island (en) ( États-Unis)
- Nara Dreamland ( Japon) Ouvert au public le 1er juillet 1961.
- Rebel Railroad ( États-Unis) Aujourd'hui connu sous le nom Dollywood
- Six Flags Over Texas ( États-Unis) Ouvert au public le 1er août 1961.

## Événements
- Création du groupe Six Flags et ouverture de Six Flags Over Texas, le premier parc de la chaîne.

## Attractions

### Montagnes russes
| Nom                                 | Type/Modèle              | Constructeur               | Parc                 | Pays       |
| ----------------------------------- | ------------------------ | -------------------------- | -------------------- | ---------- |
| Bobsleigh                           | Assise                   | Sansei Yusoki (en)         | Nara Dreamland       | Japon      |
| Lil' Dipper                         | Montagnes russes en bois | National Amusement Devices | Camden Park (en)     | États-Unis |
| Montaña Rusa                        | Assise/Galaxy            | Tibidabo                   | Tibidabo (en)        | Espagne    |
| Sidewinder Devenu Cucaracha en 1962 | Wild Mouse/Mad Mouse     | Allan Herschell Company    | Six Flags Over Texas | États-Unis |

### Autres attractions
| Nom                       | Type/Modèle                          | Constructeur            | Parc                       | Pays        |
| ------------------------- | ------------------------------------ | ----------------------- | -------------------------- | ----------- |
| Alice's Wonderland        | Parcours scénique                    |                         | Blackpool Pleasure Beach   | Royaume-Uni |
| Cave train adventure      | Parcours scénique                    |                         | Santa Cruz Beach Boardwalk | États-Unis  |
| Disneyland Flying Saucers | Autos-tamponneuses sur coussin d'air | WED Entreprises         | Disneyland                 | États-Unis  |
| Giant Sky Wheel           | Grande roue                          | Herschell               | Cedar Point                | États-Unis  |
| House of Mirrors          | Palais des glaces                    |                         | Liseberg                   | Suède       |
| Rotor                     | Rotor                                | Anglo Rotor Corporation | Cedar Point                | États-Unis  |
| Six Flags Railroad        | Train                                |                         | Six Flags Over Texas       | États-Unis  |

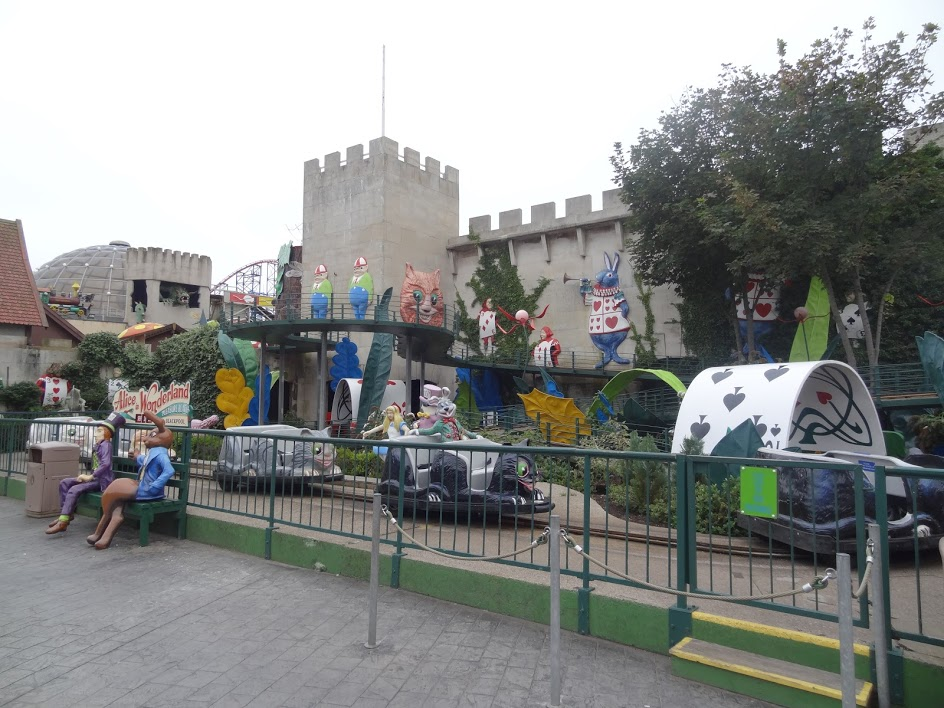
Alice's Wonderland à Blackpool Pleasure Beach
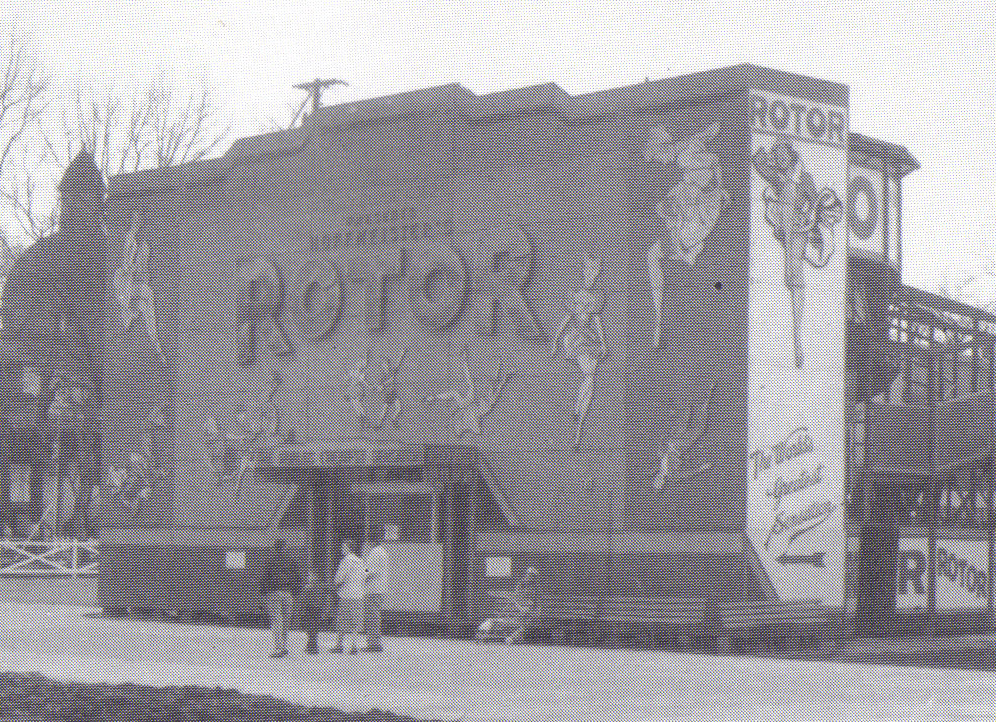
Rotor à Cedar Point
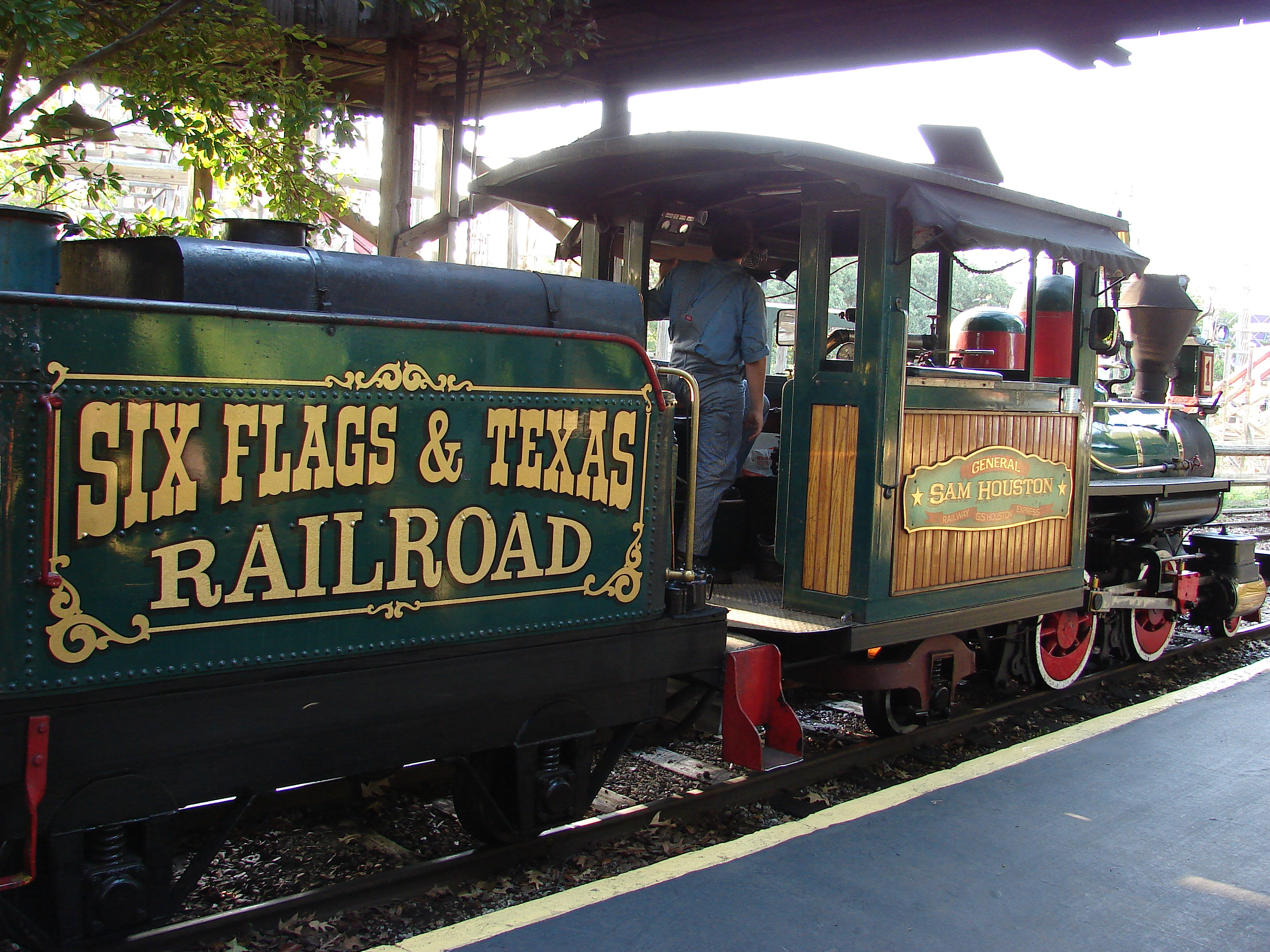
Six Flags Railroad à Six Flags Over Texas